# Opegrapha moroziana
Opegrapha moroziana är en lavart som beskrevs av Lendemer. Opegrapha moroziana ingår i släktet Opegrapha och familjen Roccellaceae.   Inga underarter finns listade i Catalogue of Life.